# Đinh Tiết Tường
Đinh Tiết Tường (tiếng Trung giản thể: 丁薛祥; bính âm Hán ngữ: Dīng Xuēxiáng; sinh ngày 13 tháng 9 năm 1962) là nhà khoa học, chính trị gia nước Cộng hòa Nhân dân Trung Hoa. Ông hiện là Phó Tổng lý thứ nhất Quốc vụ viện, Ủy viên Ban Thường vụ Bộ Chính trị Đảng Cộng sản Trung Quốc khoá XX, lãnh đạo quốc gia vị trí thứ 6, kiêm nhiệm Bí thư Ủy ban Công tác cơ quan Quốc gia và Trung ương. Ông được xem là người phụ tá chính trị quan trọng của nhà lãnh đạo Tập Cận Bình, từng là Chủ nhiệm Văn phòng Trung ương Đảng Cộng sản, Chủ nhiệm Văn phòng Chủ tịch nước, Văn phòng Tổng Bí thư và Tổng thư ký Thành ủy Thượng Hải khi Tập Cận Bình làm Bí thư Thành ủy, sau đó theo Tập Cận Bình đến Bắc Kinh vào tháng 5 năm 2013 làm Phó Chủ nhiệm Văn phòng Trung ương Đảng Cộng sản Trung Quốc kiêm Chủ nhiệm Văn phòng Chủ tịch nước, Văn phòng Tổng Bí thư.
Đinh Tiết Tường là đảng viên Đảng Cộng sản Trung Quốc, học vị Cử nhân Chế tạo, Thạc sĩ Khoa học, chức danh Cao cấp công trình cư cấp Giáo sư. Ông có xuất phát điểm từ hoạt động nghiên cứu khoa học gần 20 năm, sau đó bước vào chính trường, từ người phụ tá của lãnh tụ Tập Cận Bình cho đến khi tham gia lãnh đạo Trung Quốc.

## Xuất thân và giáo dục
Đinh Tiết Tường sinh ngày 13 tháng 9 năm 1962 tại địa cấp thị Nam Thông, tỉnh Giang Tô, Cộng hòa Nhân dân Trung Hoa. Ông lớn lên và tốt nghiệp cao trung ở Nam Thông, thi đỗ Học viện Trọng hình cơ giới Đông Bắc, nay là Đại học Yến Sơn, tới Tần Hoàng Đảo của Hà Bắc theo học hệ chế tạo cơ giới của trường từ năm 1978 ở tuổi 16, rồi tốt nghiệp cử nhân chuyên ngành thiết bị và công nghệ rèn vào năm 1982. Năm 1989, ông thi đỗ chương trình nghiên cứu sinh tại chức hệ quản lý hành chính của Học viện Quản lý thuộc Đại học Phục Đán, theo học và nhận bằng Thạc sĩ Khoa học vào năm 1994. Đinh Tiết Tường được kết nạp Đảng Cộng sản Trung Quốc vào tháng 10 năm 1984, từng theo học khóa bồi dưỡng cán bộ trung thanh niên giai đoạn tháng 3–12 năm 1993 tại Trường Đảng Thành ủy Thượng Hải.

## Sự nghiệp

### Thượng Hải
Năm 1982, sau khi tốt nghiệp trường Đông Bắc, Đinh Tiết Tường được Bộ Công nghiệp cơ giới nhận vào và phân về Sở nghiên cứu Vật liệu Thượng Hải làm chuyên viên nghiên cứu. Ông công tác nghiên cứu khoa học và quản lý hành chính thời gian dài ở đơn vị sự nghiệp này, lần lượt là Phó Chủ nhiệm Văn phòng Sở kiêm Bí thư Đoàn Thanh niên Cộng sản Trung Quốc của Sở từ năm 1984, rồi Chủ nhiệm Văn phòng kiêm Chủ nhiệm Bộ Tuyên truyền Sở từ năm 1988. Ông là Chủ nhiệm Phòng 9 của Sở vào năm 1992, được bổ nhiệm làm Phó Sở trưởng vào năm 1994, và Phó Bí thư Đảng ủy, Sở trưởng từ năm 1996. Trong những năm nghiên cứu khoa học, ông được phong chức danh Cao cấp công trình sư cấp Giáo sư, tức chức danh khoa học bậc cao nhất của Trung Quốc.
Năm 1999, ở tuổi 37 và sau 17 năm nghiên cứu khoa học, Đinh Tiết Tường được điều lên Chính phủ Nhân dân thành phố Thượng Hải, bổ nhiệm làm Phó Chủ nhiệm Ủy ban Khoa học Kỹ thuật thành phố, cấp chính cục. Sau đó 2 năm, ông được điều về quận Áp Bắc, nhậm chức Phó Bí thư Quận ủy, quyền Quận trưởng và rồi chính thức trong năm này. Năm 2004, ông được điều trở lại Thành ủy Thượng Hải, nhậm chức Phó Bộ trưởng Bộ Tổ chức Thành ủy, kiêm Bí thư Đảng tổ, Cục trưởng Cục Nhân sự Chính phủ Thượng Hải. Giai đoạn này ông kiêm nhiệm nhiều vị trí được phân công như Chủ nhiệm Văn phòng Biên chế, Phó Hiệu trưởng kiêm Phó Chủ nhiệm Hội đồng Trường Đảng Thượng Hải, Phó Viện trưởng Học viện Hành chính Thượng Hải. Tháng 11 năm 2006, trong sự kiện chính trị Trần Lương Vũ – Bí thư Thượng Hải bị bắt rồi phán quyết tử hình vì tham nhũng, Thị trưởng Hàn Chính tạm quyền Bí thư, Đinh Tiết Tường nhậm chức Phó Tổng thư ký Thành ủy kiêm Chủ nhiệm Sảnh Văn phòng Chính phủ thành phố, Bí thư Đảng ủy Cơ quan trực thuộc Thượng Hải, hỗ trợ Hàn Chính. Sau đó, tháng 5 năm 2007, ở tuổi 45, ông được bổ nhiệm làm Tổng thư ký Thành ủy Thượng Hải, cấp phó tỉnh, cùng lúc với việc Bí thư Thành ủy Thượng Hải được giao cho Tập Cận Bình, và ông là người phụ tá – vị trí tương tự với người trước đó là Lý Cường, Tổng thư ký Tỉnh ủy Chiết Giang khi mà Tập Cận Bình là Bí thư Tỉnh ủy Chiết Giang. Ông là Tổng thư ký tròn 1 nhiệm kỳ, vào tháng 5 năm 2012 thì chuyển chức làm Bí thư Ủy ban Chính Pháp Thành ủy, sau đó dự Đại hội Đảng Cộng sản Trung Quốc lần thứ XVIII, được bầu làm Ủy viên dự khuyết Ủy ban Trung ương Đảng Cộng sản Trung Quốc khóa XVIII.

### Trung ương
Tháng 5 năm 2013, vào thời điểm đầu của "thời kỳ Tập Cận Bình", Đinh Tiết Tường được điều về Trung ương, nhậm chức Phó Chủ nhiệm Văn phòng Trung ương Đảng Cộng sản Trung Quốc, kiêm Chủ nhiệm Văn phòng Tổng Bí thư, là người trực tiếp phụ tá Tập Cận Bình. Ông được phân công là Phó Chủ nhiệm thường vụ Văn phòng Trung ương, nâng cấp lên chính bộ vào tháng 6 năm 2015. Ngày 25 tháng 10 năm 2017, tại Đại hội Đảng Cộng sản Trung Quốc lần thứ XIX, Đinh Tiết Tường được bầu vào Ủy ban Trung ương rồi Bộ Chính trị khóa XIX, bổ nhiệm làm Chủ nhiệm Văn phòng Trung ương Đảng, lãnh đạo cấp phó quốc gia. Bên cạnh đó, ông tiếp tục kiêm nhiệm Chủ nhiệm Văn phòng Tổng Bí thư, Văn phòng Chủ tịch nước, là Bí thư Ủy ban Công tác cơ quan trực thuộc Trung ương. Ngày 24 tháng 2 năm 2018, ông trúng cử Đại biểu Đại hội đại biểu Nhân dân toàn quốc khóa XIII, được giao thêm vị trí Bí thư Ủy ban Công tác cơ quan Quốc gia và Trung ương của Ủy ban Trung ương.

## Lãnh đạo cấp Quốc gia
Cuối tháng 6 năm 2022, Đinh Tiết Tường được bầu làm đại biểu tham gia Đại hội Đảng Cộng sản Trung Quốc lần thứ XX từ đoàn đại biểu thành phố Thượng Hải. Trong quá trình bầu cử tại đại hội, ông được bầu làm Ủy viên Ủy ban Trung ương Đảng Cộng sản Trung Quốc khóa XX, sau đó tái đắc cử là Ủy viên Bộ Chính trị, rồi tiếp tục được bầu làm Ủy viên Ủy ban Thường vụ Bộ Chính trị tại Hội nghị toàn thể lần thứ nhất Ủy ban Trung ương khóa XX vào ngày 23 tháng 10 năm 2022, trở thành lãnh đạo quốc gia vị trí thứ 6 trong 7 Ủy viên Thường vụ. Ngày 12 tháng 3 năm 2023, tại kỳ họp thứ nhất của Đại hội đại biểu Nhân dân toàn quốc khóa XIV, với sự đề cử của Tổng lý Lý Cường, Đinh Tiết Tường được bầu làm Phó Tổng lý thứ nhất Quốc vụ viện Cộng hòa Nhân dân Trung Hoa, đồng thời được phân công làm Phó Bí thư Đảng tổ Quốc vụ viện.